# Tsuchiura (Ibaraki)
Tsuchiura (土浦市 Tsuchiura-shi) es una ciudad japonesa localizada al sur de la Prefectura de Ibaraki y al oeste del lago Kasumigaura.
Al 1 de diciembre de 2013, la ciudad tenía una población de 142.641 habitantes y una densidad de población de 1.160 habitantes por km².  El área total de la ciudad es de 122,99 km².

## Historia
Los asentamientos humanos en el área de Tsuchiura datan del período paleolítico japonés, los cazadores-recolectores habitaban la zona costera del Océano Pacífico (ahora el lago Kasumigaura), lo cual se puede ver en el sitio arqueológico de Kamitakatsu.
Durante el período Kamakura y el período Sengoku, el área fue dominada por varios clanes de samurái. 
Durante el período Edo, las partes que conforman  ahora a Tsuchiura fueron administradas como ciudad castillo por el Dominio de Tsuchiura, uno de los dominios feudales del shogunato de Tokugawa. El área prosperó debido a su posición en la carretera Mito Kaidō (水戸街道?), una carretera que conectaba a Edo (Tokio) con Mito, y por un canal que conecta el lago Kasumigaura con la bahía de Edo (Tokio).
Con la creación del sistema municipal después de la restauración Meiji el 1 de abril de 1889, la población de Tsuchiura fue establecida dentro de la Prefectura de Ibaraki. 
En 1895 se inició el servicio ferroviario en Tsuchiura.
Tsuchiura se elevó al estatus de la ciudad el 3 de noviembre de 1940.

## Geografía
Tsuchiura es atravesada por los ríos Sakura y Kamibizen, y está ubicada a orillas del lago Kasumigaura.

## Ubicación
Tsuchiura está situado a lo largo de la orilla occidental del Lago Kasumigaura, el segundo lago más grande de Japón.  La metrópoli de Tokio se encuentra a unos 60 km al sur, y Tsukuba, “La Ciudad de las ciencias de Japón”, bordea al oeste de Tsuchiura.

## Educación Superior
- Universidad internacional de Tsukuba –TIU- (つくば国際大学 Tsukuba kokusai daigaku) es una universidad privada en Tsuchiura, establecida en 1994.

## Castillo Tsuchiura
Es una de las atracciones de la ciudad de Tsuchiura. Este castillo, fue construido probablemente, en la primera mitad del siglo XVII. Las tierras gobernadas desde el Castillo Tsuchiura crecieron bajo el clan Tsuchiya que gobernó de 1.669 a 1.869. Después de la Restauración Meiji, el castillo fue utilizado para las oficinas del gobierno y en el año 1.898 el último Tsuchiya, donó oficialmente el castillo a la ciudad de Tsuchiura. 

## Transporte
Tsuchiura es atendida por la vía férrea Línea Jōban de la East Japan Railway Company, la cual posee tres estaciones en la ciudad, la estación de Arakawaoki, la estación de Tsuchiura y la estación Kandatsu, que corren más o menos, de sur a norte.  
La ciudad también cuenta con una importante autopista que la atraviesa, la Jōban Expressway, que es operado por la East Nippon Expressway Company.  Además, muchas carreteras nacionales se entrecruzan en Tsuchiura, como la Ruta Nacional 6.  Tiene un excelente sistema de transporte público local,  centrado en torno a la estación de Tsuchiura. 
Además, operan desde y hacia la estación, autobuses de carretera que conectan la ciudad con otras ciudades y el Aeropuerto Internacional de Narita.

## Galería de imágenes

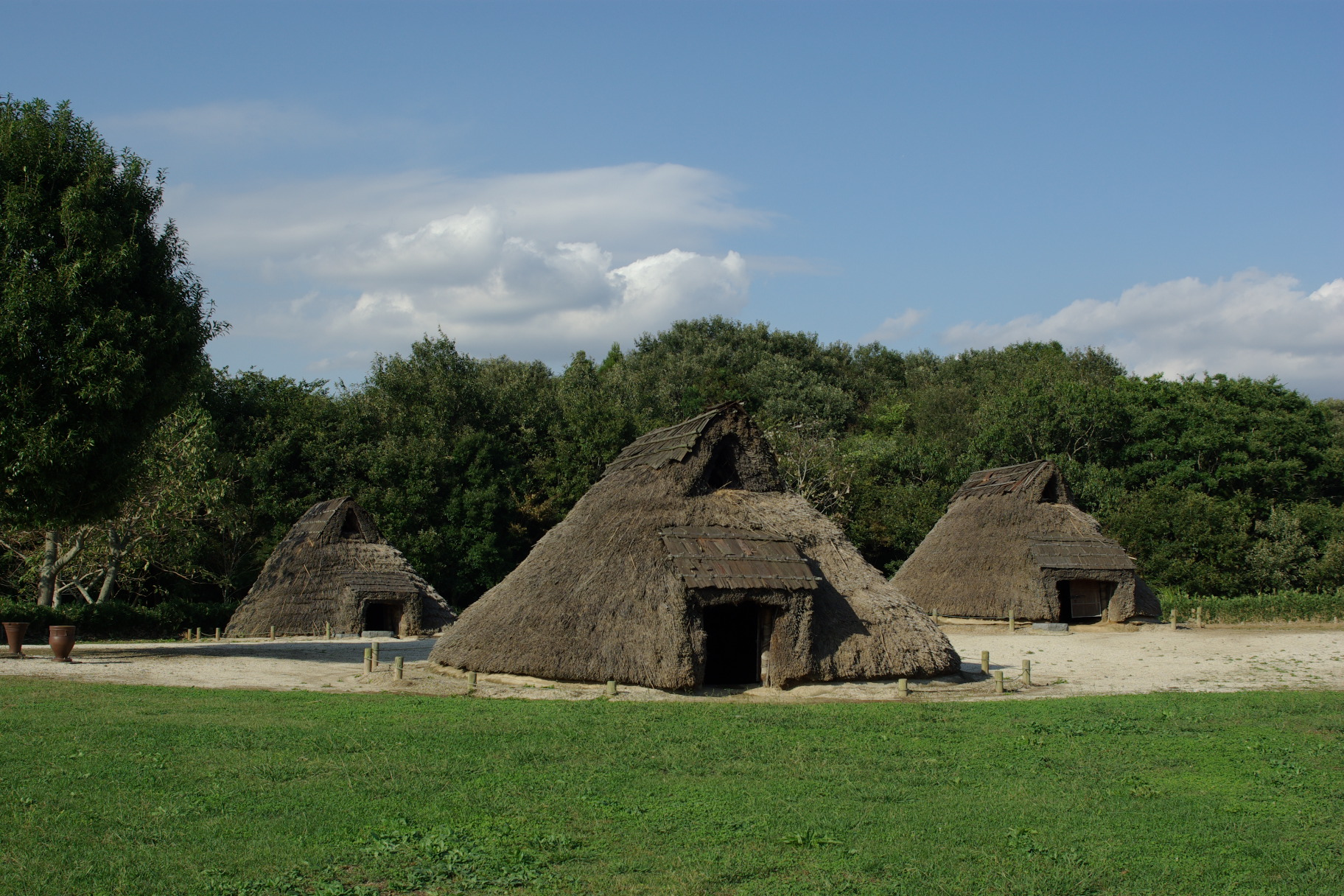
Sitio arqueológico de Kamitakatsu.
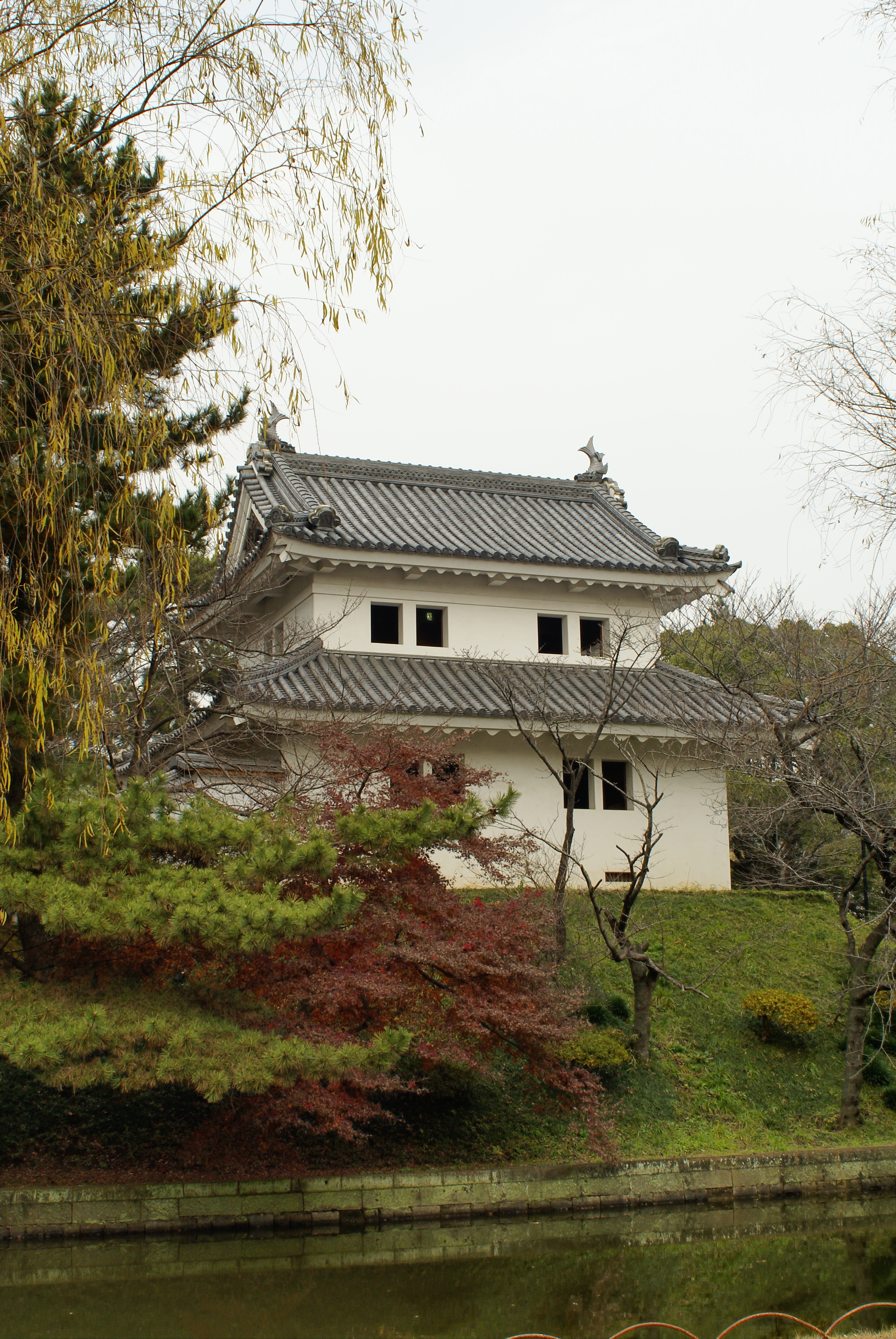
Castillo Tsuchiura.
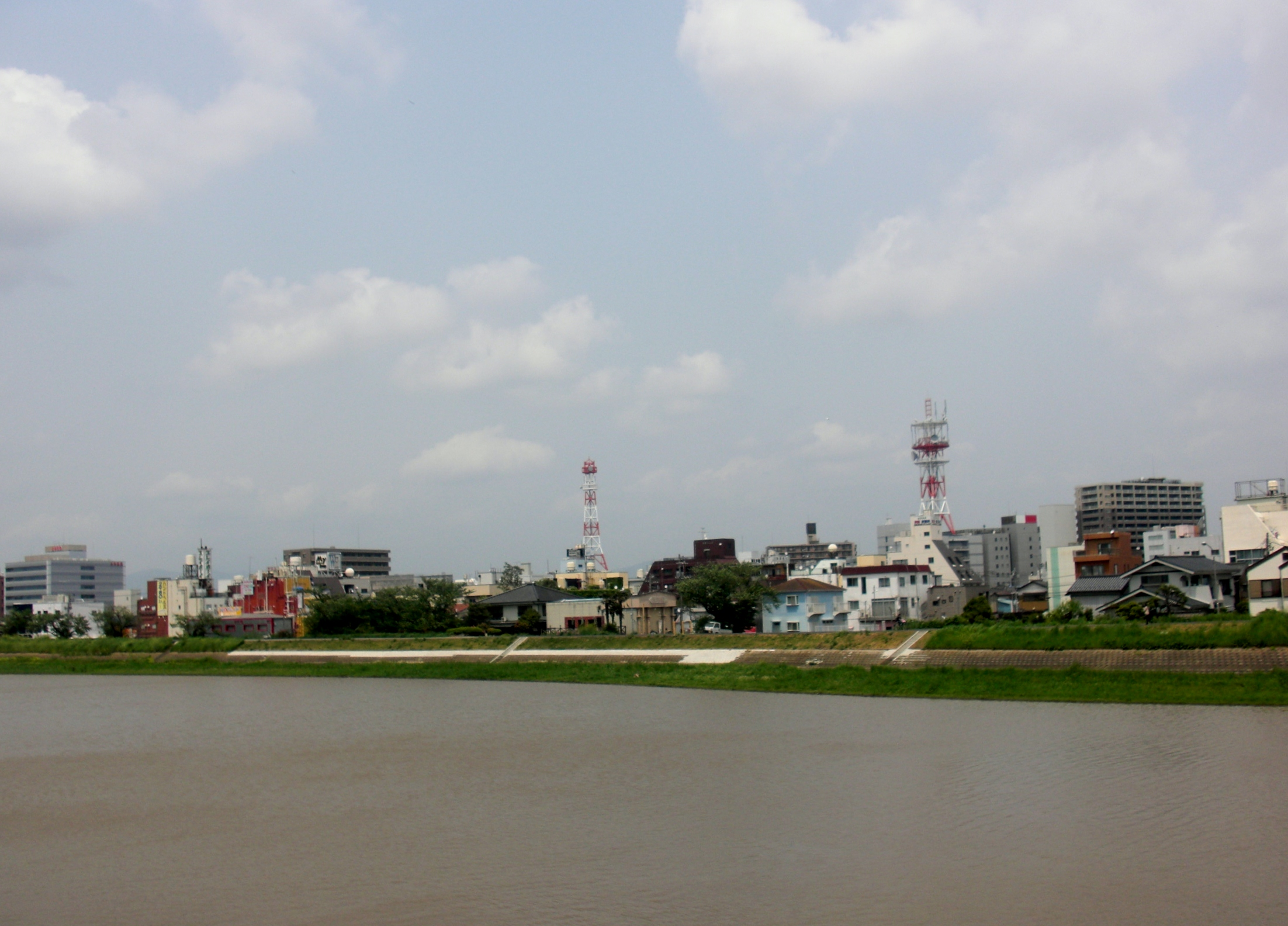
Sakuramachi en Tsuchiura.
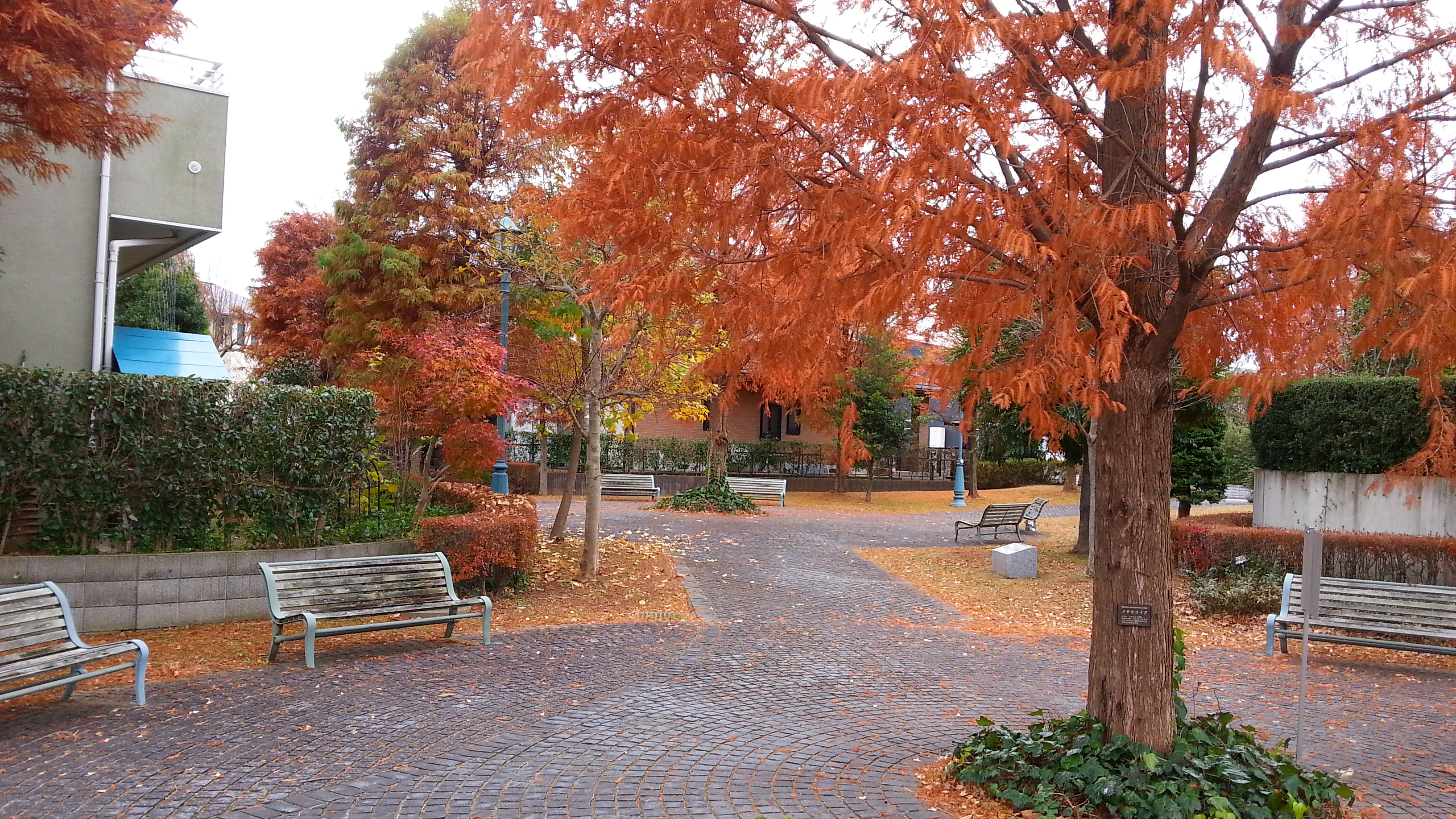
Otoño en Nagakuni.
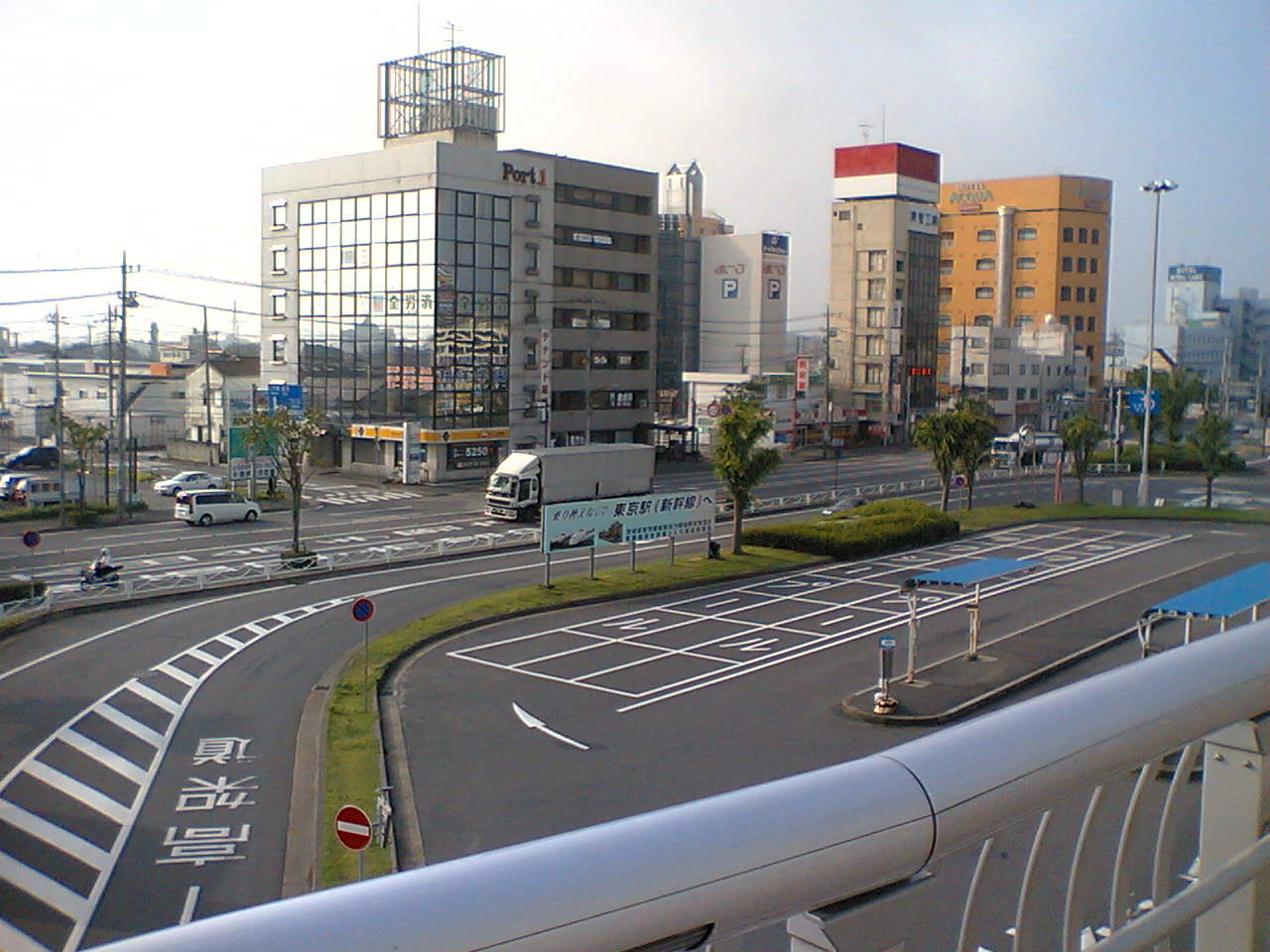
Estación Tsuchiura.
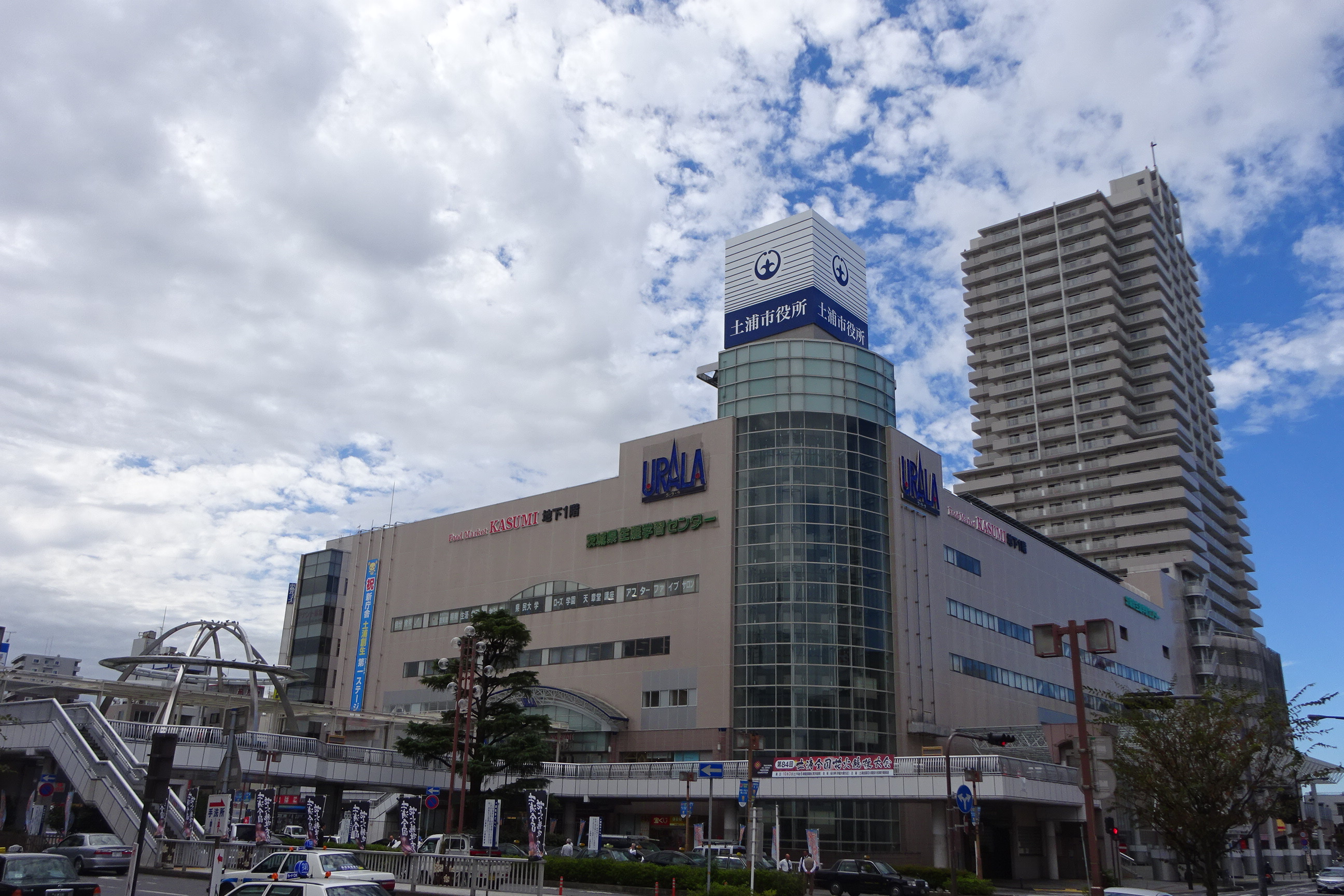
Edificio Urala.
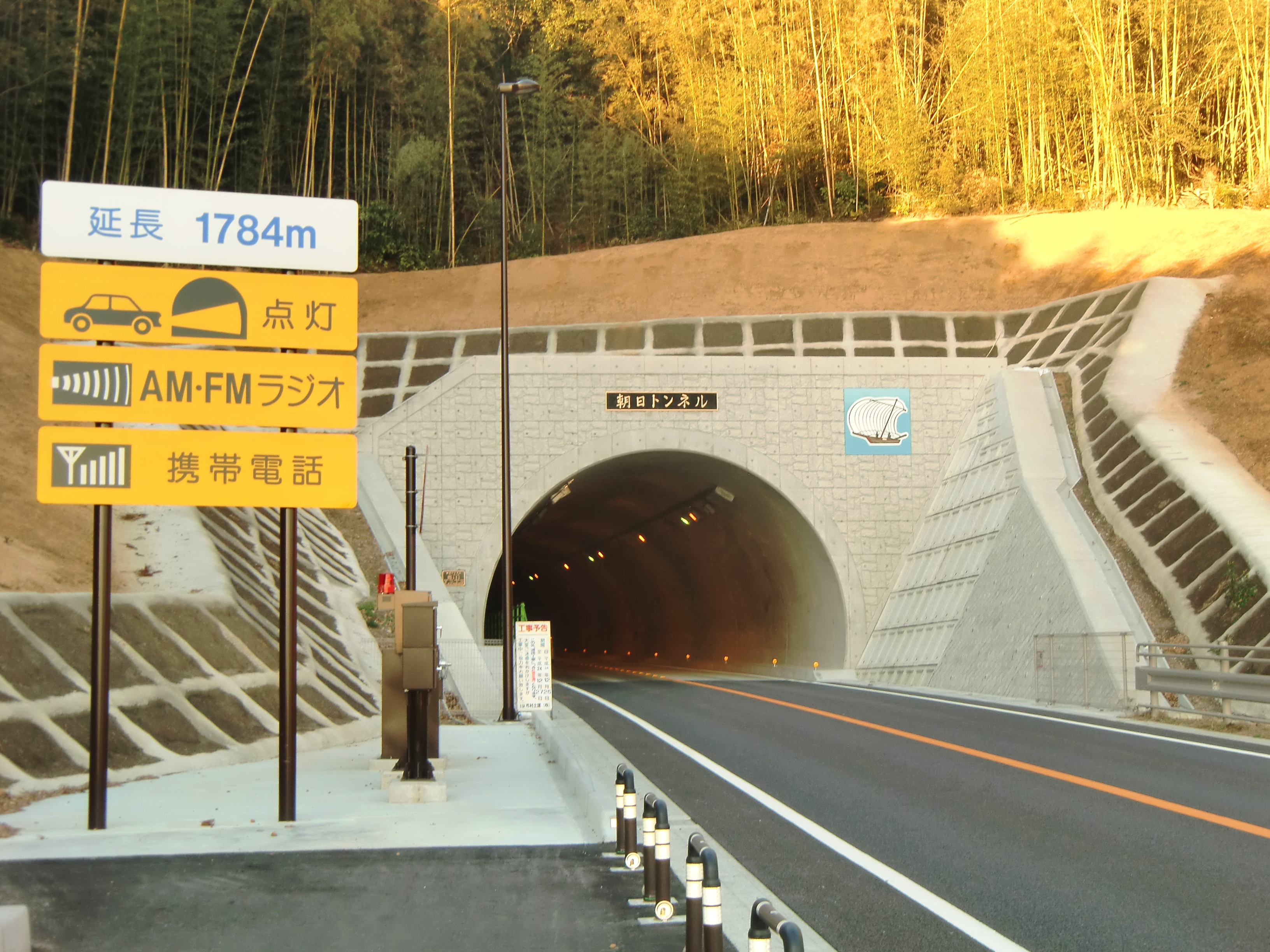
Tunel Asahi en Ono.